# Кавказька війна
Кавказька війна — військовий конфлікт у 1817–1864 рр. між Російською імперією та державними утвореннями корінного населення Північного Кавказу, спричинений експансійною загарбницькою політикою Російської імперії.

## Ситуація до початку війни
Вперше Росія розпочала бойові дії на території Чечні на початку XVIII ст. в часи царювання Петра І. У кінці століття Росією були здійснені перші акти геноциду проти чеченців: тоді робилися спроби масових переселень корінного чеченського населення та масові вбивства і винищення чеченців. Однак повномасштабна агресія розпочалася в ході Кавказької війни 1817—1864. Тоді після приєднання Грузії до Російської імперії між Росією та Грузією утворився анклав з декількох, переважно мусульманських держав.
На північному заході Кавказу розташовувалась декілька держав. Перша держава - адизька (черкеська) держава. Адиги (черкеси) — корінний народ Кавказу. У Російській імперії, СРСР і в Російській Федерації поділяється владою на окремі етноси: черкеси, адигейці, кабардинці, шапсуги та ін. Адиги розмовляють єдиною адизькою мовою та використовують спільну єдину самоназву — адиге. Адизька держава займала територію майже від узбережжя Чорного моря.
Друга держава була розташована на сході Північного Кавказу де проживали споріднені Нахсько-дагестанські народи, що складалися з вайнахів (чеченців та інгушів) а також дагестанців. Ця держава включала території сучасних Інгушетії, Чечні та Дагестану і була об'єднана в єдиний Імамат.
Тарковське шамхальство - країна розташована на території сучасного Дагестану.
Ілісуйський султанат — цахурська держава у південному Дагестані та північному Азербайджані, яка ліквідовано й приєднано до Російської імперії у 1844 році.

## Війна в Черкесії
У 1785 році Шейх Мансур уклав угоду з Черкесією, про союз та війну проти Росії. Але повстання Шейх Мансура закінчилося поразкою кавказців. Взяття Гуніба і полон Шаміля могли вважатися останнім актом війни на Східному Кавказі; але ще була підкорена Західна Черкесія, що  займала всю західну частину Кавказу, примикаючи до Чорного моря. Завершальний етап війни в Західній Черкесії вирішено було вести таким чином: черкеси повинні були підкорятися і переходити на місця, що вказуються на рівнині. 

## Наслідки війни
Внаслідок війни більшість корінного населення Північного Кавказу була нещадно винищена. Були повністю ліквідовані цілі народи та більшість адигів (черкесів), аварців і чеченців. Після війни відбулося масове переселення (добровільне й примусове) більшості адигів (черкесів) та деяких інших народів в мусульманські країни, переважно в Туреччину. Тривалий час командувачем російських військ на Кавказі був Олексій Єрмолов, який прославився тим, що завдяки адміністративним та військовим заходам конфлікт було вичерпано. Щодо заходів стосовно кавказців (під час керівництва Грузією), йому зокрема належить такі слова:
|  | «Почтенные беки и прочих состояний жители могут уверены быть в покровительстве и защите. Собственности каждого коснуться никто не посмеет; обыкновения земли сохраню я с удовольствием. От меня присланы будут чиновники для учреждения управления. Верным и усердным будут за службу награды. Боже сохрани тех, кои будут участниками в измене бывшего хана Мустафы. Кто осмелится поднять оружие в защиту злодея таковых со всеми семействами постигнет ужасное наказание. Желаю я, чтобы жители Ширвана были счастливы и для того предостерегаю их.» |

Ця цитата наводиться безпосередньо із прокламації Єрмолова жителям Ширванського ханства. У ході кавказької війни, загинуло близько трьох чвертей всіх аварців та чеченців. Натомість російська армія втратила у цій війні близько 500 000 солдатів. Зрештою не зважаючи на спротив народів Кавказу (що особливо затятим був у Чечні та Дагестані), який очолив полководець та політик Імам Шаміль, території північно-кавказьких держав усе ж були захоплені Росією, імама Шаміля вислано до Калуги.

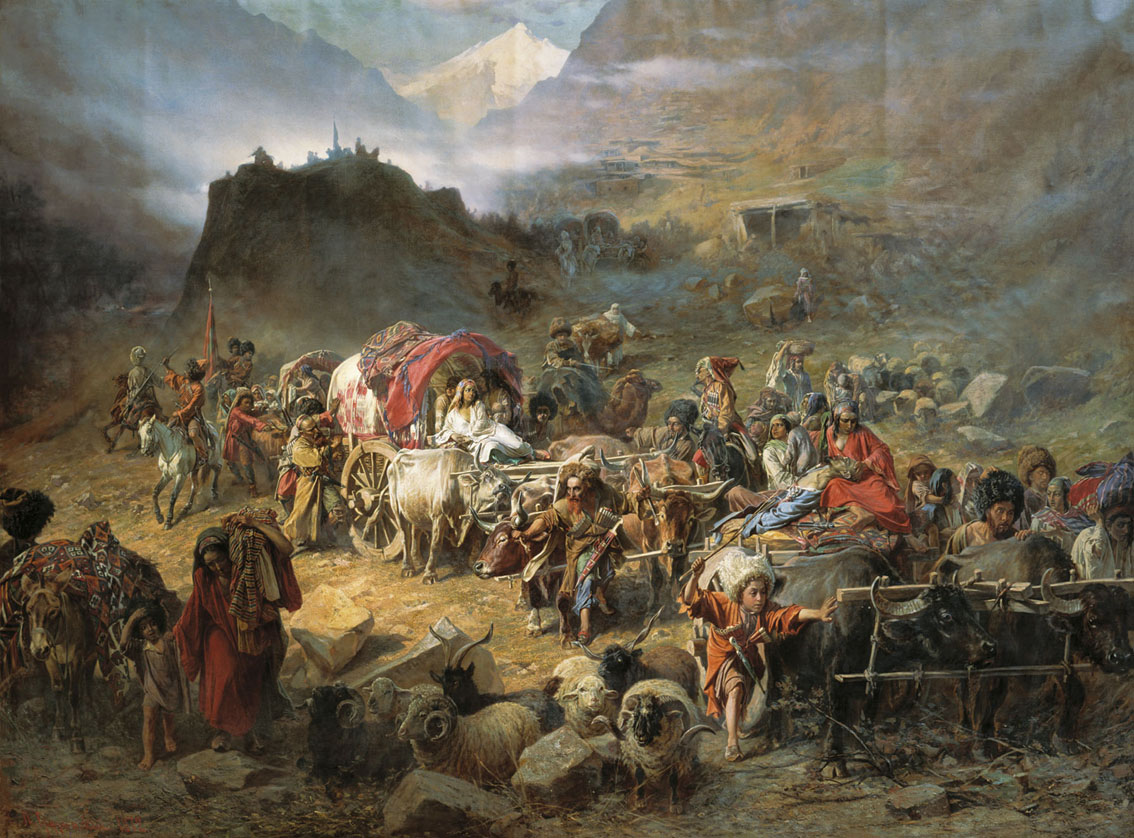
Залишення горянами власного аула, при наближенні російських військ, Петро Грузинський, 1872 р.

## Депортації
Масові депортації чеченців, переважно до Сибіру, розпочалися ще у 1792 році і не припинялись ні в ході Кавказької війни ні після її завершення Кбаадською битвою. Одна з наймасштабніших депортацій відбулася після придушення Аргунського повстання у 1864–1865 роках. Масштабна висилка продовжилась після Повстання в Чечні та Дагестані 1877-1878 років. Висилки чеченців продовжила вже радянська влада в ході репресій 1920—1930-х років, після ліквідації Горської Республіки (держави створеної на території Чечні, Інгушетії та Дагестану, яка була визнана Туреччиною, Австро-Угорщиною, Німеччиною, Азербайджаном та Грузією), а згодом і після ліквідації Горської АРСР та створення Чеченської автономної області, а пізніше і Чечено-Інгуської АРСР. Однак партизанська боротьба чеченців тривала аж до 1938 року.

## Кавказька війна у творчості Тараса Шевченка
До проблематики Кавказької війни звертався у своїй творчості Тарас Григорович Шевченко, який переймався також і долею інших корінних народів Російської імперії. Зокрема у своїй поемі «Кавказ» він промовляє до кавказьких горян такими словами:
|  | І вам слава, сині гори, Кригою окуті. І вам, лицарі великі, Богом не забуті. Борітеся – поборете, Вам бог помагає! За вас правда, за вас слава І воля святая! |